# Dioscorea oblonga
Dioscorea oblonga är en enhjärtbladig växtart som beskrevs av Henry Allan Gleason. Dioscorea oblonga ingår i släktet Dioscorea och familjen Dioscoreaceae. Inga underarter finns listade i Catalogue of Life.